# Renzo Barzizza
Renzo Barzizza (Milano, 4 dicembre 1935 – Erba, 3 aprile 2024) è stato un montatore, regista televisivo e produttore cinematografico italiano.

## Biografia
Figlio del musicista Pippo Barzizza e fratello dell'attrice Isa Barzizza, lasciò dopo quattro anni il corso di laurea in medicina per dedicarsi al cinema, lavorando perlopiù a Milano, sia con ditte proprie (come titolare e in partecipazione), sia con terzi, tra i quali la Gamma Film. Tra il 1959 e il 2001 produsse o diresse più di 400 lavori per la tv (spot, documentari, cortometraggi), dopodiché tra il 2001 e il 2007 si dedicò all'insegnamento. Nel 2007 fondò con Massimo Sbaraccani e altri due allievi la compagnia di produzione Pandua, che proseguì le attività fino al 2017.
Si dedicò altresì alla promozione della conoscenza delle figure del padre e della sorella, diffondendo materiali inediti e partecipando a iniziative e pubblicazioni.

## Premi

Renzo Barzizza negli anni '70

- 1978 - Festival internazionale della pubblicità di Cannes:
  - Leone di Bronzo per Pneumatici CEAT - NPA
- 1979 - Festival internazionale della pubblicità di Cannes:
  - Leone d'Argento per Lancia Beta - NPA
- 1987 - Festival internazionale della pubblicità di Cannes:
  - Leone di Bronzo  per La Repubblica - RBA
- 1995 - Mostra Internazionale d’Arte Cinematografica di Venezia
  - Gran Premio della Giuria per Ketchup di Carlo Sigon
- 1995 - Torino Film Festival
  - miglior corto italiano per Ketchup di Carlo Sigon
- 1996 - Toronto Film Festival
  - per Ketchup di Carlo Sigon